# Heraclia ochracea
Heraclia ochracea là một loài bướm đêm trong họ Noctuidae.